# Vidžaj Sundar Prašanth
Vidžaj Sundar Prašanth (* 27. října 1986 Čennaí) je indický profesionální tenista, deblový specialista. Ve své dosavadní kariéře na okruhu ATP Tour vyhrál jeden turnaj. Na challengerech ATP a okruhu ITF získal čtyři tituly ve dvouhře a dvacet šest ve čtyřhře.
Na žebříčku ATP byl ve dvouhře nejvýše klasifikován v říjnu 2015 na 335. místě a ve čtyřhře v lednu 2025 na 80. místě. Trénuje ho Mahendra Varman.

## Tenisová kariéra
Na okruhu ATP Tour debutoval lednovým Aircel Chennai Open 2015  v rodném Čennaí. Jako hráč šesté světové stovky musel projít tříkolovou kvalifikací, v jejímž závěru přehrál Ukrajince Illju Marčenka. V úvodu čennaiské dvouhry pak získal jen tři gamy na šedesátého pátého hráče žebříčku Jiřího Veselého. Jednalo se o jeho jedinou dvouhru na túře ATP.
Do čtyřhry okruhu ATP poprvé zasáhl na travnatém Hall of Fame Open 2023 v Newportu po boku krajana Anirudha Čandrasekara. Přes australsko-francouzský pár Adrian Mannarino a Jordan Thompson postoupili do semifinále, v němž podlehli americko-australské dvojici William Blumberg a Max Purcell. Na grandslamu se poprvé představil v deblu Australian Open 2024 s Čandrasekarem, když získali divokou kartu určenou asijsko-pacifickému regionu. Časnou porážku jim přivodili Maďaři Márton Fucsovics s Fábiánem Marozsánem ve dvou setech.
První titul na túře ATP vybojoval ve čtyřhře zářijového Hangzhou Open 2024 v Chang-čou, kde se jeho spoluhráčem stal krajan Džívan Nedunčežijan. Ve čtvrtfinále vyřadili druhé nasazené Brity Juliana Cashe s Lloydem Glasspoolem a nezastavili je ani turnajové trojky, Uruguayec Ariel Behar s Američanem Robertem Gallowayem. Ve finále zdolali německý pár Constantin Frantzen a Hendrik Jebens, jehož oba figurovali na 47. příčce deblového žebříčku. O zisku trofeje rozhodli až v supertiebreaku.

## Finále na okruhu ATP Tour

### Čtyřhra: 1 (1–0)
| Legenda                   |
| ------------------------- |
| Grand Slam (0)            |
| Turnaj mistrů (0)         |
| ATP Tour Masters 1000 (0) |
| ATP Tour 500 (0)          |
| ATP Tour 250 (1–0)        |

| Stav  | č. | datum     | turnaj          | kategorie | povrch | spoluhráč           | soupeři ve finále                  | výsledek              |
| ----- | -- | --------- | --------------- | --------- | ------ | ------------------- | ---------------------------------- | --------------------- |
| Vítěz | 1. | září 2024 | Chang-čou, Čína | ATP 250   | tvrdý  | Džívan Nedunčežijan | Hendrik Jebens Constantin Frantzen | 4–6, 7–6(7–5), [10–7] |

## Tituly na challengerech ATP a okruhu ITF
| Legenda                  |
| ------------------------ |
| D – dvouhra; Č – čtyřhra |
| Challengery (0 D; 6 Č)   |
| ITF (4 D; 20 Č)          |

### Dvouhra (4 tituly)
| Č. | datum       | turnaj                  | okruh   | povrch | poražený finalista  | výsledek           |
| -- | ----------- | ----------------------- | ------- | ------ | ------------------- | ------------------ |
| 1. | březen 2015 | Tiruččiráppalli, Indie  | Futures | antuka | Ramkumar Ramanathan | 6–3, 6–4           |
| 2. | březen 2015 | Čennaí, Indie           | Futures | antuka | Ivan Gachov         | 6–3, 3–6, 7–6(8–6) |
| 3. | září 2015   | Čennaí, Indie           | Futures | tvrdý  | Sidharth Rawat      | 3–6, 6–4, 6–2      |
| 4. | březen 2018 | Tiruvanantapuram, Indie | Futures | antuka | Ardžun Kadhe        | 6–3, 6–3           |

### Čtyřhra (26 titulů)
| Č.  | datum         | turnaj                               | okruh             | povrch | spoluhráč                | poražení finalisté                         | výsledek                   |
| --- | ------------- | ------------------------------------ | ----------------- | ------ | ------------------------ | ------------------------------------------ | -------------------------- |
| 1.  | květen 2011   | Čennaí, Indie                        | Futures           | tvrdý  | Arun-Prakaš Radžagopalan | Elbert Sie Pírakjat Siriluetaivattana      | 7–5, 6–4                   |
| 2.  | duben 2012    | Tiruččiráppalli, Indie               | Futures           | antuka | Džívan Nedunčežijan      | Rupeš Roy Vivek Šokeen                     | 7–6(7–3), 6–7(5–7), [10–7] |
| 3.  | červenec 2012 | Römerberg, Německo                   | Futures           | antuka | Sriram Baladži           | Lukas Jastraunig Marc Rath                 | 7–5, 6–4                   |
| 4.  | srpen 2014    | Teherán, Írán                        | Futures           | antuka | Vinajak Šarma Kaza       | Markos Kalovelonis Amirvala Madanchi       | 6–3, 6–4                   |
| 5.  | březen 2015   | Čandígarh, Indie                     | Futures           | tvrdý  | Džívan Nedunčežijan      | Enrique López Pérez David Pérez Sanz       | 6–3, 6–4                   |
| 6.  | srpen 2015    | Čennaí, Indie                        | Futures           | tvrdý  | Džívan Nedunčežijan      | Mohit Majur Džajaprakaš Vinajak Šarma Kaza | 6–4, 7–6(7–5)              |
| 7.  | září 2015     | Čennaí, Indie                        | Futures           | tvrdý  | Džívan Nedunčežijan      | Markos Kalovelonis Timur Chabibulin        | 4–6, 6–3, [10–4]           |
| 8.  | září 2015     | Madurai, Indie                       | Futures           | tvrdý  | Sumit Nagal              | Anirudh Čandrasekar Vigneš Peranamallúr    | 6–3, 7–5                   |
| 9.  | duben 2016    | Tchaj-čou, Čína                      | Futures           | tvrdý  | Christopher Rungkat      | Jeson Patrombon Wang Ao-žan                | 6–4, 6–0                   |
| 10. | květen 2016   | Jassowal, Indie                      | Futures           | tvrdý  | Sriram Baladži           | John Lamble Bernardo Saraiva               | 6–3, 6–3                   |
| 11. | září 2016     | Chua Chin, Thajsko                   | Futures           | tvrdý  | Sriram Baladži           | Pručja Isaro Ken Oniši                     | 6–2, 6–2                   |
| 12. | září 2016     | Čennaí, Indie                        | Futures           | antuka | Sriram Baladži           | Kunal Ánand Anvit Bendre                   | 7–6(7–2), 6–1              |
| 13. | únor 2017     | Čandígarh, Indie                     | Futures           | tvrdý  | Sanam Singh              | Pirmin Hänle Shane Vinsant                 | 7–6(7–4), 6–4              |
| 14. | řijen 2017    | Ho Či Minovo Město, Vietnam          | Challenger        | tvrdý  | Saketh Myneni            | Ben McLachlan Go Soeda                     | 7–6(7–3), 7–6(7–5)         |
| 15. | prosinec 2017 | Jakarta, Indonésie                   | Futures           | tvrdý  | Justin Barki             | Sora Fukuda Scott Puodziunas               | 4–6, 7–6(7–5), [10–4]      |
| 16. | březen 2018   | Kalkata, Indie                       | Futures           | tvrdý  | Ardžun Kadhe             | Carlos Boluda-Purkiss Lý Hoàng Nam         | 6–2, 5–7, [10–5]           |
| 17. | březen 2018   | Čandígarh, Indie                     | Futures           | tvrdý  | Ardžun Kadhe             | Mohit Majur Džajaprakaš Vinajak Šarma Kaza | 6–3, 6–1                   |
| 18. | březen 2018   | Tiruvanantapuram, Indie              | Futures           | antuka | Ardžun Kadhe             | Caio Silva Thales Turini                   | 6–7(5–7), 6–4, [10–7]      |
| 19. | listopad 2018 | Puné, Indie                          | Challenger        | tvrdý  | Ramkumar Ramanathan      | Sie Čeng-pcheng Jang Cung-chua             | 7–6(7–3), 6–7(5–7), [10–7] |
| 20. | březen 2019   | Manáma, Bahrajn                      | World Tennis Tour | tvrdý  | Alexandr Igošin          | Jesper de Jong Sidane Pontjodikromo        | 6–7(5–7), 7–6(7–5), [10–8] |
| 21. | řijen 2019    | Nan-čchang, Čína                     | World Tennis Tour | antuka | Anirudh Čandrasekar      | Ray Ho Yeung Pak-long                      | 7–6(7–5), 6–4              |
| 22. | červen 2022   | Arlon, Belgie                        | World Tennis Tour | antuka | Anirudh Čandrasekar      | Constantin Frantzen Tim Sandkaulen         | 7–6(7–5), 6–4              |
| 23. | únor 2023     | Puné, Indie (2)                      | Challenger        | tvrdý  | Anirudh Čandrasekar      | Tošihide Macui Kaito Uesugi                | 6–1, 4–6, [10–3]           |
| 24. | březen 2023   | Les Franqueses del Vallès, Španělsko | Challenger        | tvrdý  | Anirudh Čandrasekar      | Purav Radža Divij Šaran                    | 7–5, 6–1                   |
| 25. | červen 2023   | Vicenza, Itálie                      | Challenger        | antuka | Anirudh Čandrasekar      | Fernando Romboli Marcelo Zormann           | 6–3, 6–2                   |
| 26. | únor 2025     | Puné, Indie (3)                      | Challenger        | tvrdý  | Džívan Nedunčežijan      | Blake Bayldon Matthew Romios               | 3–6, 6–3, [10–0]           |